# Meles Zenawi
Meles Zenawi (9. maj 1955 – 20. august 2012) var Etiopiens præsident 1991-1995 og derefter premierminister til sin død.
Zenawi blev født i det nordlige Etiopien. Som ung mand sluttede han sig til en guerillagruppe, der kæmpede imod præsident Mengistu Haile Mariam. Da denne måtte flygte fra landet i 1991, blev Zenawi Etiopiens præsident.
Han var i 1990'erne og 2000'erne en dominerende skikkelse Etiopiens politik.